# Задачи прогнозирования
Задачи прогнозирования — в прогностике существуют различные частные виды классических задач на прогнозирование. Формулирование таких задач единообразным образом позволяет сравнивать различные методы, предлагаемые различными дисциплинами.

## Примеры задач прогнозирования

### Задачи медицинской диагностики
В роли объектов выступают пациенты. Признаки характеризуют результаты обследований, симптомы заболевания и применявшиеся методы лечения.
Примеры бинарных признаков:
пол, наличие головной боли, слабости.
Порядковый признак — тяжесть состояния
(удовлетворительное, средней тяжести, тяжёлое, крайне тяжёлое).
Количественные признаки —
возраст, пульс, артериальное давление,
содержание гемоглобина в крови, доза препарата.
Признаковое описание пациента является, по сути дела,
формализованной историей болезни.
Накопив достаточное количество прецедентов в электронном виде,
можно решать различные задачи:
- классифицировать вид заболевания (дифференциальная диагностика);
- определять наиболее целесообразный способ лечения;
- предсказывать длительность и исход заболевания;
- оценивать риск осложнений;
- находить синдромы — наиболее характерные для данного заболевания совокупности симптомов.

Ценность такого рода систем в том, что они способны мгновенно
анализировать и обобщать огромное количество прецедентов —
возможность, недоступная специалисту-врачу.

### Предсказание месторождений полезных ископаемых
Признаками являются данные геологической разведки.
Наличие или отсутствие тех или иных пород на территории района
кодируется бинарными признаками.
Физико-химические свойства этих пород могут описываться
как количественными, так и качественными признаками.
Обучающая выборка составляется из прецедентов двух классов:
районов известных месторождений
и похожих районов, в которых интересующее ископаемое обнаружено не было.
При поиске редких полезных ископаемых
количество объектов может оказаться намного меньше,
чем количество признаков.
В этой ситуации плохо работают классические статистические методы.
Задача решается путём
поиска закономерностей в имеющемся массиве данных.
В процессе решения выделяются короткие наборы признаков,
обладающие наибольшей информативностью —
способностью наилучшим образом разделять классы.
По аналогии с медицинской задачей,
можно сказать, что отыскиваются «синдромы» месторождений.
Это важный побочный результат исследования,
представляющий значительный интерес для геофизиков и геологов.

### Оценивание кредитоспособности заёмщиков
Эта задача решается банками при выдаче кредитов.
Потребность в автоматизации процедуры выдачи кредитов впервые возникла
в период бума кредитных карт 1960—1970-х гг. в США и других развитых странах.
Объектами в данном случае являются физические или юридические лица, претендующие на получение кредита.
В случае физических лиц признаковое описание состоит из анкеты,
которую заполняет сам заёмщик, и, возможно, дополнительной информации,
которую банк собирает о нём из собственных источников.
Примеры бинарных признаков: пол, наличие телефона.
Номинальные признаки — место проживания, профессия, работодатель.
Порядковые признаки — образование, занимаемая должность.
Количественные признаки —
сумма кредита, возраст, стаж работы, доход семьи,
размер задолженностей в других банках.
Обучающая выборка составляется из заёмщиков с известной кредитной историей.
В простейшем случае принятие решений
сводится к классификации заёмщиков на два класса:
«хороших» и «плохих».
Кредиты выдаются только заёмщикам первого класса.
В более сложном случае оценивается суммарное число баллов (score (англ.)) заёмщика,
набранных по совокупности информативных признаков.
Чем выше оценка, тем более надёжным считается заёмщик.
Отсюда и название — кредитный скоринг.
На стадии обучения производится синтез и отбор информативных признаков
и определяется, сколько баллов назначать за каждый признак,
чтобы риск принимаемых решений был минимален.
Следующая задача — решить, на каких условиях выдавать кредит:
определить процентную ставку, срок погашения,
и прочие параметры кредитного договора.
Эта задача также может быть решена методами обучения по прецедентам.

### Прогнозирование потребительского спроса
Решается современными супермаркетами и торговыми розничными сетями.
Для эффективного управления торговой сетью необходимо прогнозировать
объёмы продаж для каждого товара на заданное число дней вперёд.
На основе этих прогнозов осуществляется
планирование закупок,
управление ассортиментом,
формирование ценовой политики,
планирование промоакций (рекламных кампаний).
Специфика задачи в том, что
количество товаров может исчисляться десятками или даже сотнями тысяч.
Прогнозирование и принятие решений
по каждому товару «вручную» просто немыслимо.
Исходными данными для прогнозирования являются временные ряды
цен и объёмов продаж по товарам и по отдельным магазинам.
Современные технологии позволяют
снимать эти данные непосредственно с кассовых аппаратов.
Для увеличения точности прогнозов необходимо также учитывать
различные внешние факторы, влияющие на потребительский спрос:
уровень инфляции,
погодные условия,
рекламные кампании,
социально-демографические условия,
активность конкурентов.
В зависимости от целей анализа в роли объектов выступают
либо товары, либо магазины, либо пары «магазин, товар».
Ещё одна особенность задачи — несимметричность функции потерь.
Если прогноз делается с целью планирования закупок,
то потери от заниженного прогноза существенно выше потерь от завышенного.

### Принятие инвестиционных решений на финансовом рынке
В этой задаче умение хорошо прогнозировать
самым непосредственным образом превращается в прибыль.
Если инвестор предполагает, что цена акции вырастет, он покупает акции,
надеясь продать их позже по более высокой цене.
И, наоборот, прогнозируя падение цен,
инвестор продаёт акции, чтобы впоследствии выкупить
их обратно по более низкой цене.
Задача инвестора-спекулянта в том, чтобы правильно предугадать
направление будущего изменения цены — роста или падения.
Большой популярностью пользуются автоматические торговые стратегии —
алгоритмы, принимающие торговые решения без участия человека.
Разработка такого алгоритма — тоже задача обучения с учителем.
В роли объектов выступают ситуации, фактически, моменты времени.
Описание объекта — это вся предыстория изменения цен и объёмов торгов,
зафиксированная к данному моменту.
В простейшем случае объекты необходимо классифицировать на три класса,
соответствующих возможным решениям: купить, продать или выжидать.
Обучающей выборкой для настройки торговых стратегий служат
исторические данные о движении цен и объёмов
за некоторый промежуток времени.
Критерий качества в данной задаче существенно отличается
от стандартного функционала средней ошибки, поскольку
инвестора интересует не точность прогнозирования,
а максимизация итоговой прибыли.
Современный биржевой технический анализ
насчитывает сотни параметрических торговых стратегий,
параметры которых принято настраивать
по критерию максимума прибыли на выбранном интервале истории.